# Kompagni (militær)
 For alternative betydninger, se Kompagni. (Se også artikler, som begynder med Kompagni)
Et kompagni (afledt af (latin): companium for 'brødfællesskab') er en landmilitær enhed med normalt omkring 100 soldater, der er samlet i et antal delinger. Flere kompagnier udgør en bataljon. I artilleriet betegnes et kompagni som regel batteri. Hos rytteriet og pansertropperne betegnes beredne enheder henholdsvis egentlige kampvognsenheder som eskadroner.

## Danmark
I den danske hær er et kompagni (forkortet: KMP) en enhed af klassen underafdeling (UAFD), og der går 4-5 kompagnier til en bataljon/afdeling. Chefen for kompagniet har graden af kaptajn eller major – i forbindelse med udsendelse af enheder vil graden så godt som altid være major. Næstkommanderende er typisk en premierløjtnant eller kaptajn.